# Акрокоринф
Акрокоринф (грец. Ακροκόρινθος) — «Верхній Коринф», акрополь античного Коринфа, розташований на скелі висотою 575 метрів на рівнем моря на південний схід від древнього міста Коринфа, Греція. Акрокоринф був місцем проживання з архаїчних часів до XIX ст. В епоху елінізму він разом з Деметріадою та Халкідою утворював форпост македонців для контролю над грецькими містами-державами.

## Історія
Акрокорінт був уперше укріплений Кіпселом та його сином тираном Періандром у VII–VI ст. до н. е. і поступово перетворився на акрополь. З 338 р. до н. е. Акрокоринф перейшов до рук македонців, які відремонтували та зміцнили його стіни. Згодом їх переміг Арат, і таким чином місто у 243 р. до н. е. стало членом ахейського союзу. У IV столітті до н. е. македонці відремонтували та зміцнили стіни. У 146 р. до н. римський генерал Луцій Муммій знищив Коринф і його акрополь, офіційно окупувавши Грецію. У 44 році до н. е. Гай Юлій Цезар відремонтував укріплення. Ще один ремонт був зроблений у VI столітті Юстиніаном I, а деякі доповнення вносились ще до XII століття. У 1210 році після трирічної облоги замок був окупований франками під проводом Оттона де ла Роша та Жоффрея де Віллардуена, а її захисник деспот Лев Сгур покінчив життя самогубством стрибнувши зі стін на коні.
Акрополь був відремонтований франками і послідовно віддавався лордам Іоанну (герцогу Дураццо) та Ніколо Ацагіолі, який відремонтував укріплення та доповнив їх. У 1395 році він перейшов у володіння деспота Феодора I Палеолога, який, проте, з фінансових причин продав його лицарям госпітальєрам, які володіли ним до 1404 року, коли він повернувся до складу Морейського деспотату. У 1458 році Мехмед II Фатіх захопив замок у візантійців.
У 1687 році замок перейшов до рук венеційців, які його відремонтували (в період до 1711 року) та надали йому нинішній вигляд. Через кілька років, у 1715 році, турки обложили Акрокоринф і захопили його та володіли ним до 1821 року, аж поки він перейшов до грецьких повстанців. У липні 1822 року його знову захопили турки під проводом Махмуда Драмалі-паші.
На початку 1823 року Акрокоринф знов обложили грецькі революційні сили. В результаті облоги 19 жовтня 1823 року був підписаний договір про капітуляцію і 26 жовтня 1823 року турки покинули укріплення, які втратили оборонну цінність.

## Укріплення
До входу в фортецю, розташованого із західної сторони, невидимої з міста веде єдина дорога, в деяких місцях прокладена, а в деяких висічена в скелі. Стіни та ворота замку зведені у три рівні, нижній, середній та верхній, де знаходиться головний замок. Їх периметр складає приблизно 3000 м, а внутрішня площа складає 240 000 м². Перші склепінчасті ворота знаходяться на нижньому рівні, по обидва боки від якого зведена невелика стіна. Перед цією брамою в середні віки був глибокий оборонний рів, над яким був підйомний міст. Майже все навколо цих воріт зруйноване. Приблизно через 100 метрів на північний-схід розташовані другі ворота та стіна більша за першу. Звідси дорога продовжується по спіралі, де вона закінчується на верхньому рівні брамою головного замку, що має стіну унизану вежами, що охоплюють усе плато. Північна, східна та південна сторони гори захищені крутими, скелястими схилами та скелями. Північна стіна має інші окремі ворота, які більше використовувалися для спостереження або втечі, ніж для проходу. У верхній частині фортеці збереглись лише руїни старих веж та різних будівель (наприклад, храм пророка Іллі), підземні ходи, криниці, склади та цистерни. З часу останньої венеційської окупації під час правління Франческо Морозіні було привезено кілька гармат. Також збереглись руїни храму Афродіти (V—IV ст. до н. е.), джерело Ано Періні.

## Дослідження та відновлення
Дослідження руїн розпочались у 1926 році, коли Американська школа класичних досліджень в Афінах розпочала перші розкопки фортеці. Будівлі та стіни тяжко датувати, оскільки вони складені з каменів різних епох та руїн інших будівель.
Було відновлено численні ділянки стін та ряд будівель. Так у 1965-1966 роках було відновлено міст через рів та сторожку при першій вежі, а у 1970-х роках були відновлені перші дві вежі та секції стін, що їх оточували. Далі у 1993-1995 роках замінено дерев'яний міст на в'їзді.